# Ri Yong-ju
Ri Yong-ju (tiếng Hàn Quốc: 리용주) là đô đốc kiêm chính trị gia Cộng hòa Dân chủ Nhân dân Triều Tiên và là thành viên ứng cử của Ủy ban Trung ương Đảng Lao động Triều Tiên. Ông là thành viên của phiên họp thứ 12 của Hội đồng Nhân dân Tối cao. Ông hiện là tư lệnh của Hải quân Nhân dân Triều Tiên.